# Две мельницы

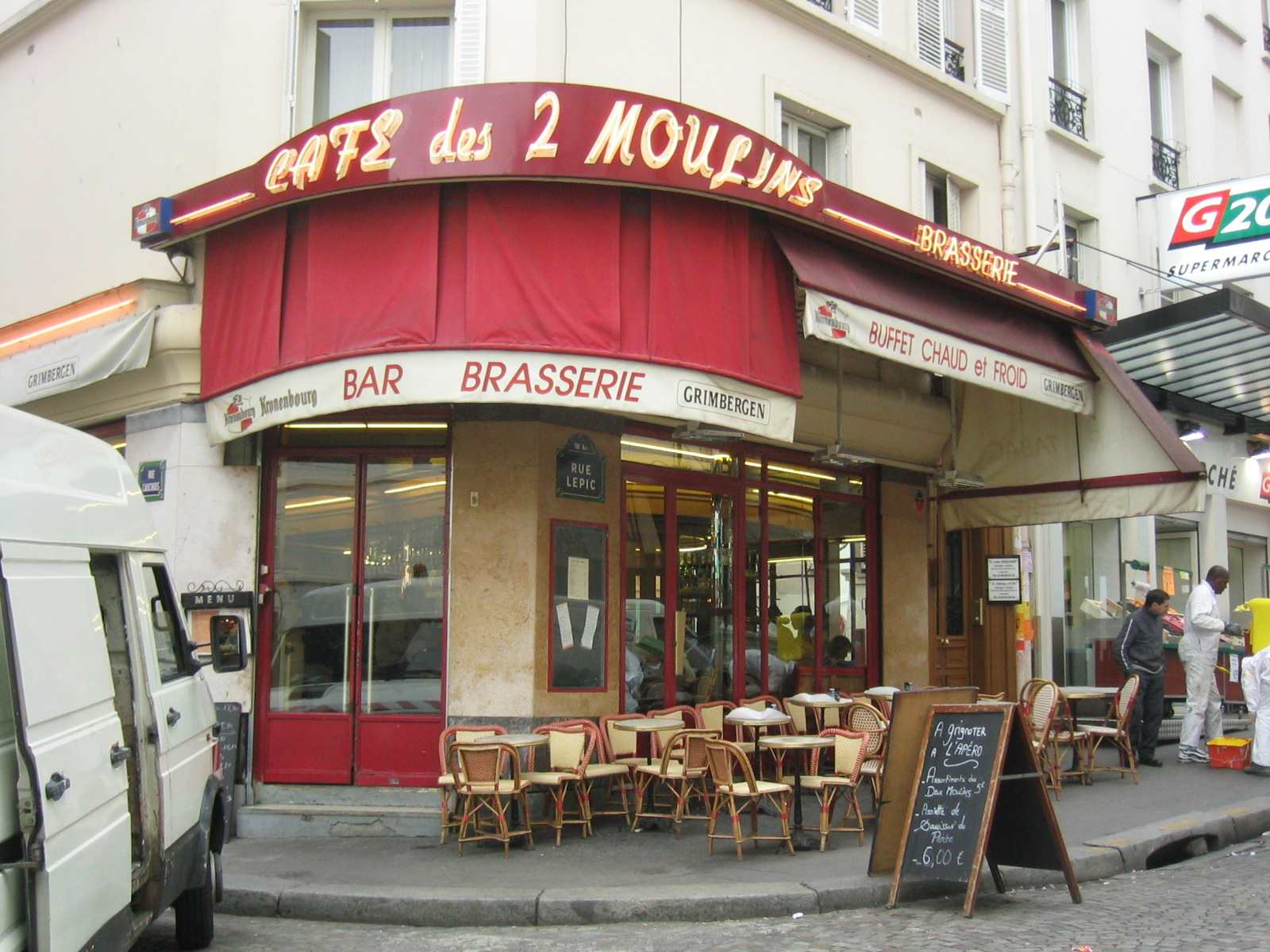
Кафе «Две мельницы»

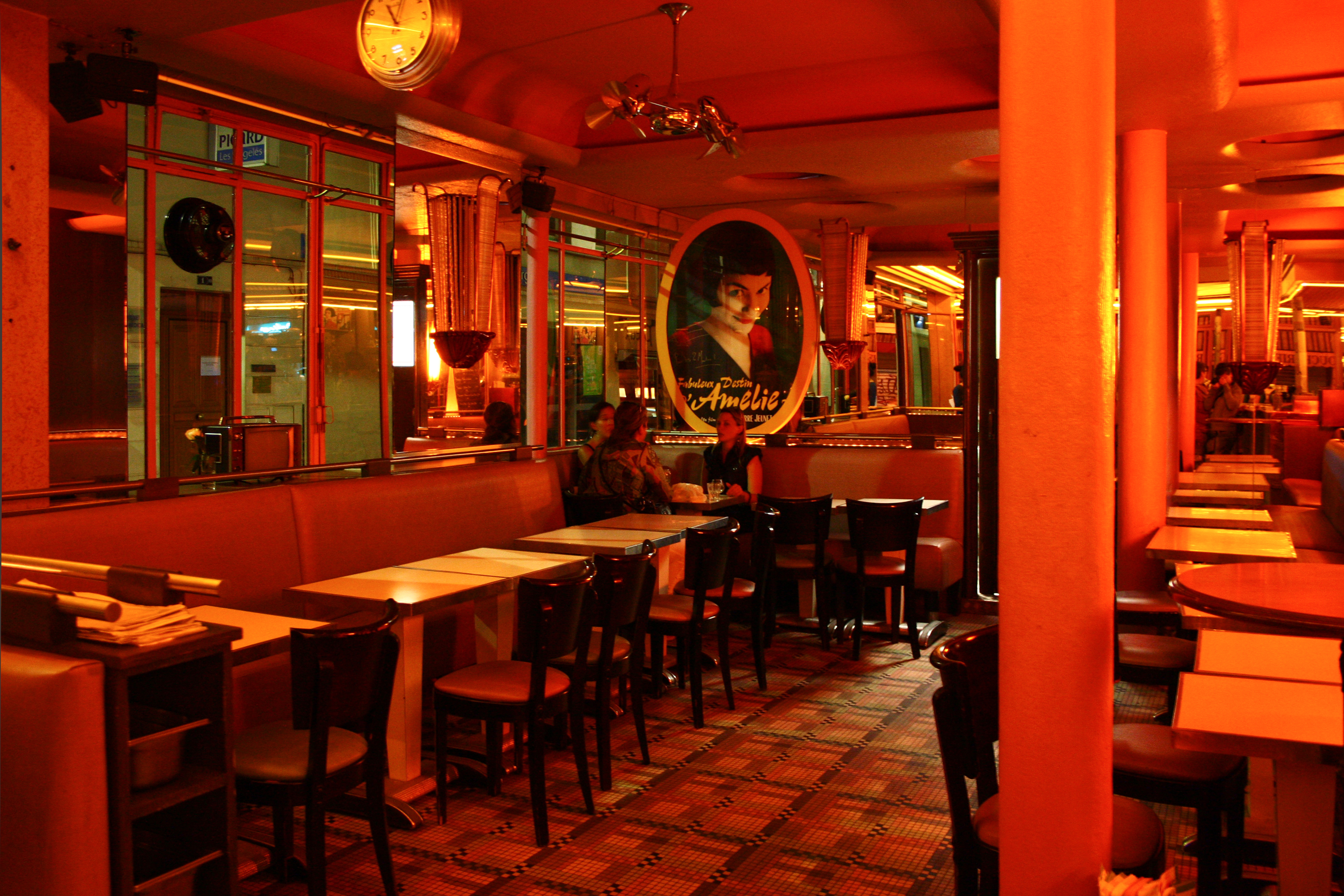
Интерьер кафе (2 июня 2011)

«Две мельницы» (фр. 2 moulins) — кафе-брассери в Париже, получившее известность в 2001 году благодаря фильму Жан-Пьера Жёне «Амели», действие которого происходит, в частности, в стенах этого заведения, где главная героиня работает официанткой. Название указывает на две находящиеся поблизости мельницы — Мулен Руж и Мулен де ла Галет.
Кафе находится на Монмартре, по адресу улица Лепик, 15 в XVIII округе Парижа (ближайшая станция метро — Бланш). После успеха фильма кафе стало одной из достопримечательностей города. В зале кафе была установлена афиша фильма. Табачный прилавок, за которым в фильме работала Жоржетт, героиня Изабель Нанти, демонтирован в 2002 году, когда заведение поменяло владельца.
Кафе было открыто в начале XX века, но нынешнее имя получило не раньше 1950-х годов. Интерьер также не менялся с 50-х. Заведение уже использовалось для съёмок двух других кинокартин, прежде чем стать съёмочной площадкой для ряда сцен в «Амели».
В реальности помещение гораздо меньше, чем выглядит на киноэкране.